# Masunga
Masunga este  reședința districtului North-East din Botswana.